# Рибосомний білок S16
Рибосомний білок S16 (англ. Ribosomal protein S16) – білок, який кодується геном RPS16, розташованим у людей на короткому плечі 19-ї хромосоми.  Довжина поліпептидного ланцюга білка становить 146 амінокислот, а молекулярна маса — 16 445.
| 10         |  | 20         |  | 30         |  | 40         |  | 50         |
| ---------- |  | ---------- |  | ---------- |  | ---------- |  | ---------- |
| MPSKGPLQSV |  | QVFGRKKTAT |  | AVAHCKRGNG |  | LIKVNGRPLE |  | MIEPRTLQYK |
| LLEPVLLLGK |  | ERFAGVDIRV |  | RVKGGGHVAQ |  | IYAIRQSISK |  | ALVAYYQKYV |
| DEASKKEIKD |  | ILIQYDRTLL |  | VADPRRCESK |  | KFGGPGARAR |  | YQKSYR     |

A: Аланін

C: Цистеїн

D: Аспарагінова кислота

E: Глутамінова кислота

F: Фенілаланін

G: Гліцин

H: Гістидин

I: Ізолейцин

K: Лізин

L: Лейцин

M: Метіонін

N: Аспарагін

P: Пролін

Q: Глутамін

R: Аргінін

S: Серин

T: Треонін

V: Валін

Цей білок за функціями належить до рибонуклеопротеїнів, рибосомних білків. 